# Charidemos (Priester)
Charidemos (altgriechisch Χαρίδημος), der Priester des Apollon Karneios, war der siebte und letzte Karneenpriester, der über Sikyon regierte. Eusebius von Caesarea berichtet, dass er im 352. Jahr vor den ersten Olympischen Spielen also 1128/7 v. Chr. an die Regierung kam. Da er jedoch nicht über die nötigen Finanzen verfügte, musste er aus Sikyon fliehen und so endete die sikyonische Herrschaft.